# Christian Breseghello
Pas d'image ? Cliquez ici

a Compétitions nationales et continentales officielles uniquement.

Christian Breseghello, né le 23 janvier 1955 à Mazères (Ariège), est un joueur français de rugby à XV, jouant au poste de pilier avec Saverdun puis le Stade toulousain.   

## Biographie
Il devient champion de France en 1985, après avoir perdu une finale en 1980.
Il est élu à la municipalité de Saverdun, dans la majorité de 1989 à 2001 puis dans l'opposition de 2001 à 2020. Il occupe le poste de maire adjoint aux sports et à l'animation de 1989 à 2001. Il est également président de la régie municipale d'électricité jusqu'en 2001.

## Palmarès de joueur

### En club
- Championnat de France de première division :
  - Champion (1) : 1985
  - Vice-champion (1) : 1980
- Challenge Yves du Manoir :
  - Finaliste (1) : 1984
- Coupe de France :
  - Vainqueur (1) : 1984
  - Finaliste (1) : 1985